# Monroe (Georgia)
Monroe es una ciudad ubicada en el condado de Walton en el estado estadounidense de Georgia. En el año 2020 tenía una población de 14,928 habitantes y una densidad poblacional de 368.31 personas por km².

## Geografía
Monroe se encuentra ubicada en las coordenadas 33°47′36″N 83°42′39″O / 33.79333, -83.71083 (33.793295, -83.710790).
Según la Oficina del Censo, la localidad tiene un área total de 27,1 km² (10,5 mi²), de la cual 26,8 km² (10,3 mi²) es tierra y 0,3 km² (0 mi²) (1.10%) es agua.

## Demografía
Según la Oficina del Censo en 2000 los ingresos medios por hogar en la localidad eran de $27,500, y los ingresos medios por familia eran $31,568. Los hombres tenían unos ingresos medios de $30,717 frente a los $23,028 para las mujeres. La renta per cápita para la localidad era de $16,636. 